# Pescorocchiano
Pescorocchiano é uma comuna italiana da região do Lácio, província de Rieti, com cerca de 2.546 habitantes. Estende-se por uma área de 94 km², tendo uma densidade populacional de 27 hab/km². Faz fronteira com Borgorose, Carsoli (AQ), Collalto Sabino, Fiamignano, Marcetelli, Petrella Salto, Sante Marie (AQ), Tornimparte (AQ), Varco Sabino.

## Demografia
| Variação demográfica do município entre 1861 e 2011                               |
|                                                                                   |
| Fonte: Istituto Nazionale di Statistica (ISTAT) - Elaboração gráfica da Wikipedia |